# FAMEL
A FAMEL é uma marca portuguesa de motociclos originária de Águeda, sediada hoje em Guimarães, onde foi oficialmente refundada em 2021. A FAMEL foi uma das mais conhecidas marcas de motorizadas em Portugal tendo alcançado o sucesso através da motorizada mais aclamada, a XF-17. Após alguns anos desaparecida, ressurgiu em 2021 com o objetivo de comercializar novos motociclos, agora com motorização elétrica.

## História
A FAMEL foi originalmente fundada em 1949, em Mourisca, Águeda por João Simões Cunha, Agnelo Simões Amaro e Augusto Valente de Almeida, começando por produzir aros metálicos. Começaram no ínicio dos anos 50 a produzir as Famel-Pachancho, registando a marca em 1958 para produzir com marca própria, chegando em 1966 a produzir 18 mil veículos, altura em que já equipava os mesmos com motores Zundäpp, comprando os direitos de produção desses motores em 1984, continuando a produção dos mesmos em Portugal e fornecendo outras marcas.
Com a entrada de Portugal na CEE, a concorrência de marcas internacionais e a falta de inovação nos modelos que mantiveram a base mecânica, levaram a um ciclo descendente da empresa que acabou por decretar falência em 2002. Antes do fecho numa última tentativa de inovação, a Famel decidiu apostar no desenvolvimento de uma scooter elétrica em parceria com a EFACEC, mas a falta de apoios governamentais e a tecnologia ainda embrionária fizeram com que o projeto não avançasse e a empresa faliu ainda antes de lançar este modelo no mercado.

## Famel Renasce
Depois de declarada insolvência em 2002, a marca permaneceu esquecida até 2014, data em que foi anunciada a revitalização da mesma através de um projeto de mobilidade elétrica que foi ao longo do tempo apresentando evoluções e desenvolvimentos de modelos que culminaram em 2022 com a apresentação de duas versões de protótipos inspirados na antiga XF-17, mas agora com motorização elétrica. Apesar da apresentação, a previsão de inicio de comercialização está prevista em 2024.

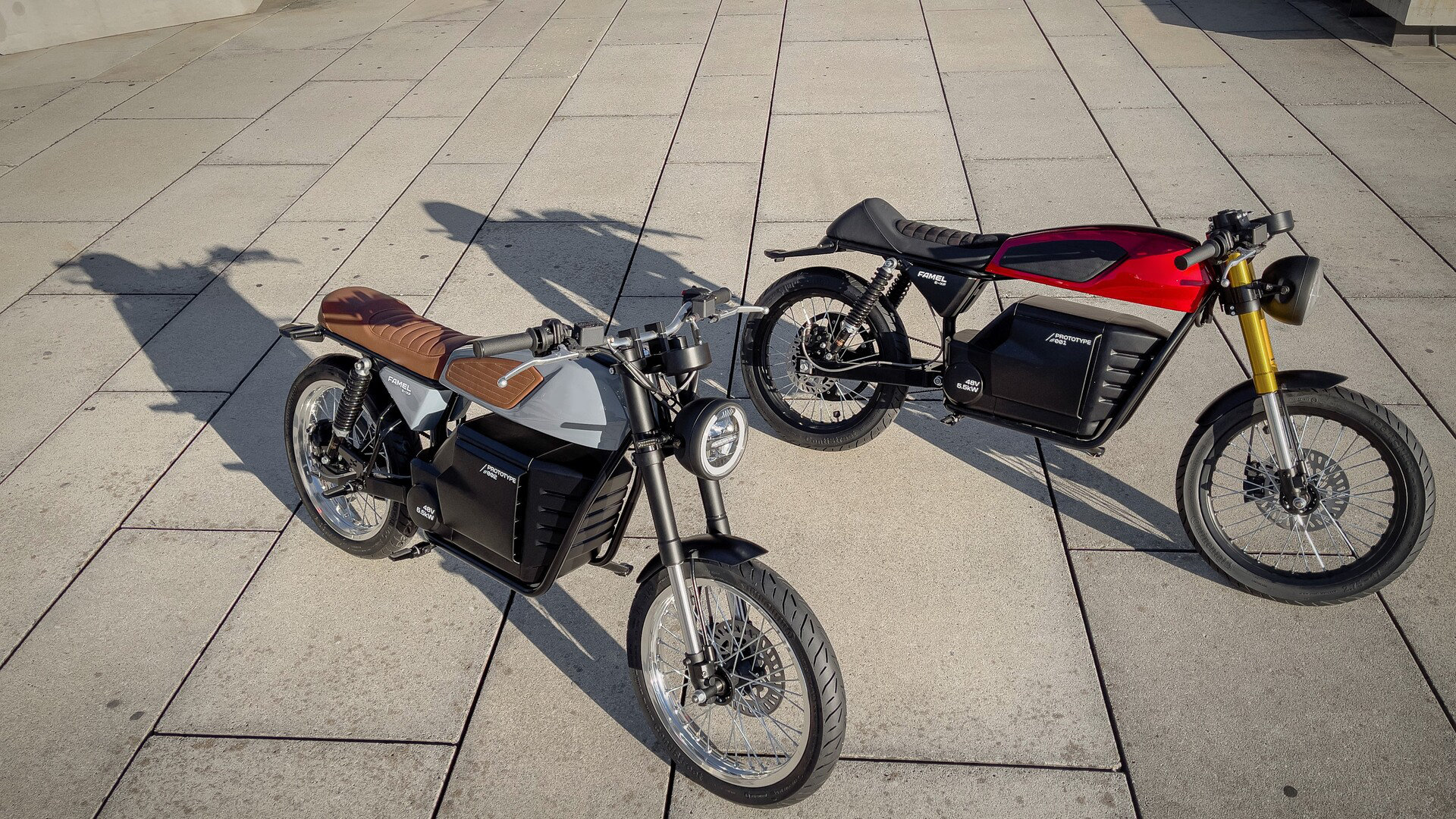
Nova Famel elétrica

## Modelos Históricos

### XF-17
O modelo mais conhecido é a XF-17 criada em Guimarães pelo agente Famel José Ribeiro da Costa e deriva das opiniões do piloto campeão Fernando Leite Ribeiro, que após alguns desenvolvimentos e afinações conferiram o espírito desportivo, performance e velocidade, que conquistou muitos jovens. José Ribeiro da Costa levou então o protótipo a Águeda onde a Famel iria analisar. Apenas passado algum tempo e após bastante insistência, a Famel reconhece o interesse mas dado o investimento ser muito alto, apenas iriam produzir se o agente garantisse a compra das primeiras 200 unidades, ao que José Ribeiro da Costa aceitou no momento, acabando por ser um sucesso com a venda de milhares de unidades, e criando um ícone que foi depois aperfeiçoado ao longo dos anos, com a mudança mais significativa a acontecer quando se incluiu motor refrigerado a água.

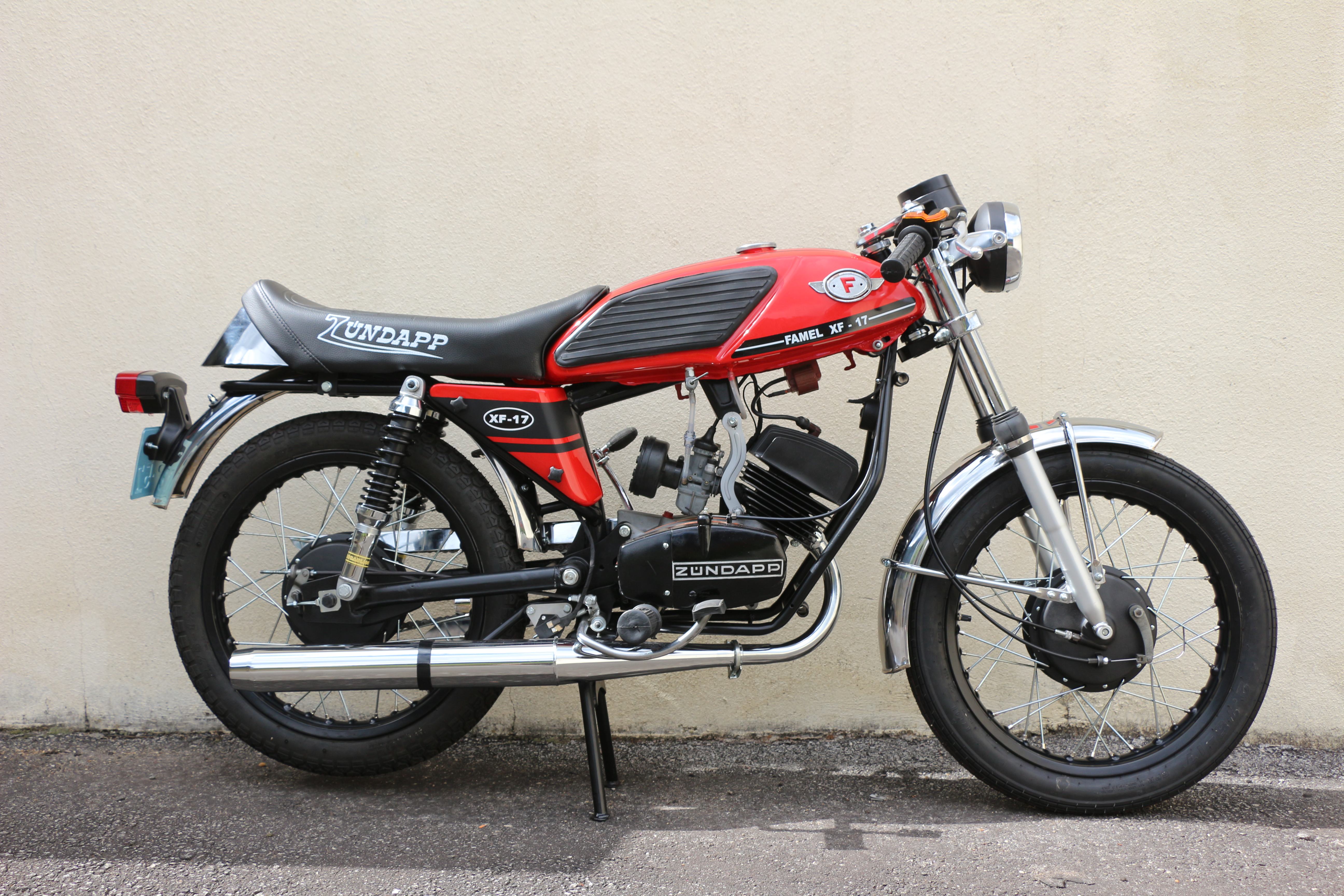
Famel XF 17 - 1987

### Foguetão
As FAMEL foguete foram das primeiras a ser desenvolvidas por José Diogo Quadros, contratado para diretor técnico da Famel. O quadro estampado e os guarda-lamas eram novidade mas foi nas corridas que a Foguete deu cartas e se tornou outro dos modelos mais conhecidos.

### Electron
O seu último produto, a Famel Electric, ou Electron, foi a primeira scooter eléctrica do mundo. Foi desenvolvida em 1993 com tecnologia portuguesa em parceria com a EFACEC. 
Toda a (pequena) produção foi vendida à La Poste (França) antes da FAMEL parar a produção.

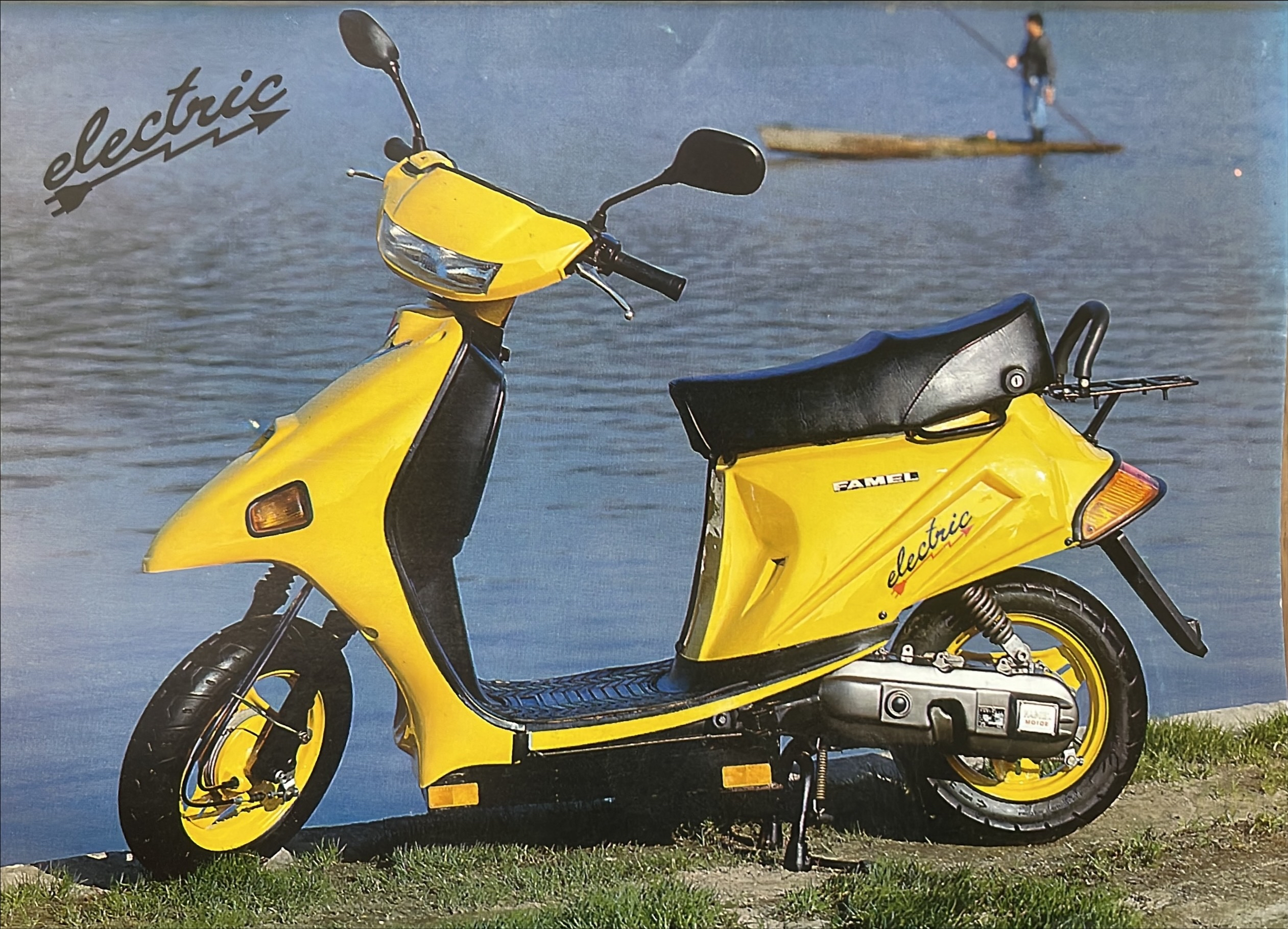
FAMEL Electron